# 自由城圍城戰 (1744年)
自由城圍城戰發生於1744年4月14日至27日，是奧地利王位繼承戰爭期間的一場圍城戰。法西聯軍從法國向撒丁尼亞王國推進，並襲擊了由英格蘭-撒丁聯軍守衛的濱海自由城山口要塞。法西聯軍起初的攻勢未達到效果，但守軍後因損失慘重而被迫放棄要塞，經由海路撤退。

## 註腳
1. ↑  A Global Chronology of Conflict: From the Ancient World to the Modern Middle East, Vol. II, ed. Spencer C. Tucker, (ABC-CLIO, 2010), 743.